# Kárandavjúha-szútra
A Kárandavjúha-szútra (tibeti:  ['phags pa] za ma tog bkod pa zhes bya ba theg pa chen po'i mdo; kínai: 佛說大乘莊嚴寶王經, Taisó Tripitaka 1050) egy mahájána szútra, amely Avalókitésvara bódhiszattva erényeit és spirituális erejét dicsőíti, és amely elsősorban arról híres, hogy bevezette a híres om mani padme hum mantrát a szútra hagyományba. A szútra a kínai buddhista kánon részét képezi, de ugyanúgy megtalálható a tibeti buddhista kánonban is. A Kárandavjúha Szútrában Buddha azt állítja, hogy ez a leghasznosabb mantra.
A Kárandavjúha-szútra mahájána szöveget a 4. század végén vagy az 5. század elején állították össze. Avalókitésvara bódhiszattvát a legkiemelkedőbb buddhista isvara-ként (isteni úr) vagy 'nagy kozmikus purusa-ként (kozmikus személy/lény) mutatja be, aki a többi bódhiszattvánál és még Buddhánál is fényesebben ragyogott. A szútra kiemeli Avalókitésvara teremtőerejét, ugyanis több mennybéli lakónak és istennek az őseként mutatja be.
Ez a legrégebbi keletű szútra, amely tartalmazza az om mani padme hum mantrát, amely a szöveg szerint elvezethet a teljes megszabaduláshoz (moksa) és végül a buddhasághoz.

## A tibeti hagyományban
A tibeti legendák hagyománya szerint a Kárandavjúha-szútra szövege egy kosárban érkezett az égből Tibet 28. királya, Lha Thothori Nyancen palotájának a tetejére. Valószínűbb azonban, hogy a szútra Kasmírből származik, ugyanis emlékeztet a kor kasmíri tantrikus hagyományaira, és az Avatamszaka-szútrát is korábban már ezzel a közép-ázsiai területtel hozták összefüggésbe.

## Fordításai
A Kárandavjúha-szútrát Dzsinamitra, Je sesz szdesz és még mások fordították le tibeti nyelvre a 8. században. Később a szöveget lefordította kínai nyelvre Tien-hszi-caj 1000 környékén.